# 喜多方シティエフエム
喜多方シティエフエム株式会社（きたかたシティエフエム）は、福島県喜多方市の一部地域を放送対象地域として超短波放送（FM放送）をする特定地上基幹放送事業者である。
FMきたかたの愛称でコミュニティ放送を行っている。

## 概要
2003年（平成15年）開局。喜多方市で酒屋を営む傍らイベントをする企画するグループ「あぐだもぐだ」を率いていた小田切秀介が中心となって設立した。
取締役会長の小田切ら四名がマスメディア集中排除原則にいう支配関係にある。
本社・演奏所（スタジオ）は、日中線しだれ桜並木の南端近くの通船場にある。
送信所は当初、押切の喜多方プラザ文化センターにあり、放送局（現・特定地上基幹放送局）の呼出符号はJOZZ2AU-FM、呼出名称ははエフエムきたかた、周波数78.2MHz、当初の空中線電力は10Wで放送区域は喜多方市の一部地域。のち2006年（平成18年）に空中線電力を20Wに増力した。2022年（令和4年）には熊倉町雄国地区の「おぐに交流の郷」の駐車場脇に移転した。押切の旧送信所は予備送信所として存続する。
喜多方市では防災情報の伝達に関し、2006年（平成18年）の広域合併後、防災行政無線が整備された熱塩加納・山都・高郷地区と未整備の喜多方・塩川地区との格差が問題となった。市は対応策としてVHF-Low帯マルチメディア放送i-dioの災害情報伝達システム「V-ALERT」を導入することとし、2018年（平成30年）に喜多方局が開局した。しかし、i-dioを統括するジャパンマルチメディア放送は2020年（令和2年）にi-dioを廃止した。市は、代替措置としてFMきたかたによりシステムを再構築するとし、i-dio喜多方局の設備を再利用する。市は2022年（令和4年）11月末までに全世帯に防災ラジオ（緊急告知FMラジオ）を配布、経過措置として実施していたV-ALERTと老朽化した防災行政無線を廃止する。
インターネット配信はJCBAインターネットサイマルラジオによる。
番組は自社制作及びミュージックバードで編制し、24時間放送を行っている。
2007年（平成19年）にはインターネット通販サイト「FMきたかたセレクトショップ」を開設した。
喜多方市、BIC（現・ジャパンマルチメディア放送）及びエフエム福島とは「地域連携型防災情報の発信に関する連携協定」を締結している。

## 沿革
- 2003年（平成15年）
  - 5月8日 - 喜多方シティエフエム株式会社設立。資本金は3,000万円[13]。
  - 7月10日 - 放送局の予備免許取得[14]。
  - 8月4日 - 放送局の免許取得[4][15]。
  - 8月5日 - 開局[15]。
- 2005年（平成17年）5月 - 資本金を4,600万円に増資[16]。
- 2006年（平成18年）5月8日 - 空中線電力を20Wに増力[5]。
- 2007年（平成19年）- FMきたかたセレクトショップを開設。
- 2012年（平成24年）5月1日 - JCBAインターネットサイマルラジオによるインターネット配信を開始[17]。
- 2016年（平成28年）3月18日 - 喜多方市等と「地域連携型防災情報の発信に関する連携協定」を締結[12]。
- 2022年（令和4年）3月1日 - 送信所を熊倉町に移転[18]。

## 代表的な番組
○は生放送。
- 歌謡大全集
- きたかた地域防災チャンネル
- 365太極拳宣言
- ラジオ太極拳ゆったり体操
- ○モーニングショット
- ○ラジオ愛らんど
- ○街角ターミナル
- ○週末開放区
- 喜多方図書館ラジオナビ
- 喜多方ほっとチャンネル・ウィークリー
- いきいきマイタウン
- カフェ・シエスタ
- 福島トヨタ ラジオでコミュニティ
- あなたの街の小さな美術館
- 子どもの夢
- CINEMA HOT NEWS
- 茶の間の福祉
- FUN TO DRIVE RADIO
- ヒロ伊藤のロックンロールフーチークー
- 蔵のまちっく夜話
- 蔵の街 まちなかアーティスト情報局
- 夢中deイブニング
- 氏家エイミーのエンジョイレシピ!
- New Release Express
- 越尾さくらのCOLORFUL DAYS
- 小熊幸司のきっと大丈夫!
- Standing My Ground
- 菊池章夫のおもいっきり変なラジオ
- 「こたなりん」の喜多方ラーメンたべあるき
- 土曜のひととき
- ミラクルナイト☆ぱらだいす
- AUX music
- 勝手に日本酒応援団『今夜も生生』

## ピピットちゃん
マスコットキャラクター、2010年（平成22年）登場。有料LINEスタンプもある。

## 喜多方市防災ラジオ
喜多方市は、2022年（令和4年）より防災ラジオを希望する世帯に無償貸与する。
喜多方市の緊急割込放送を受信すると起動し、直近の放送が録音される。なお、FMきたかた以外のFM放送・AM放送は受信できない。
災害時以外にも平日の午後6時30分より「きたかた地域防災チャンネル」を放送する。内容は旧市町村の五地区毎に異なる。